# Світлохвойний ліс
Світлохвойний ліс — ліс, де головними лісоутворювальними породами є світлолюбні хвойні деревні породи (сосна, модрина). Широко поширені в Росії, Скандинавських країнах, США, Канаді. Ажурність крон і відносно невелика зімкненість полога пропускають більшу кількість опадів і світла, ніж у темнохвойних і змішаних хвойних лісах, краще прогріваються ґрунти. Тому ґрунтовий покрив і підлісок розвиваються інтенсивніше, підзолоутворювальний процес відбувається швидше, не накопичується грубий гумус і в результаті ґрунти більш родючі. Світлохвойні насадження частіше одновікові, бо підріст світлолюбних порід погано зберігається під пологом лісу. Однак циклічно повторювані низові пожежі сприяють формуванню різновікових деревостанів у світлохвойних лісах..
Модриновий ліс росте від посушливих степів до зони лісотундри і верхньої межі лісу в горах. Поверхнева коренева система модрини дозволяє їм існувати в умовах вічної мерзлоти, на мохових болотах. Поширюється на північ далі за інші деревні породи. З тих, що утворюють самостійний деревостан, модрина — єдине хвойне дерево з хвоєю, що опадає на зиму, — найпоширеніша лісоутворювальна порода..
Сосновий ліс росте здебільшого в помірній лісовій і лісостеповій зоні Північної півкулі, також трапляється в тропіках і субтропіках.